# Leo Schmidt (Kunsthistoriker)
Leopold Rupert Schmidt (* 1953) ist ein deutscher Denkmalpfleger, Kunst- und Architekturhistoriker. 

## Leben
Leo Schmidt studierte Kunstgeschichte, klassische Archäologie und Geschichte an den Universitäten Freiburg und München. An der Universität Freiburg wurde er 1980 zum Dr. phil. promoviert; Gegenstand seiner Dissertation war die Baugeschichte von Holkham Hall.
Von 1980 bis 1995 war er beim Landesdenkmalamt in Baden-Württemberg tätig; ihm unterstand zuletzt die Denkmalinventarisation in Baden. 1995 wurde er zum ordentlichen Professor an die Brandenburgische Technische Universität in Cottbus berufen und war dort bis zu seiner Emeritierung 2019 Inhaber des Lehrstuhls für Denkmalpflege.
Schwerpunkt seiner Arbeit sind die Praxis und Theorie der Denkmalpflege sowie die Geschichte der Denkmalpflege und des Denkmalbegriffs. Ein weiterer Schwerpunkt liegt in der Architekturgeschichte und Denkmalpflege englischer Country Houses sowie der Architekturgeschichte des Wilhelminismus.
Leo Schmidt ist akademischer Wegbereiter der Aufarbeitung der Baugeschichte der Berliner Mauer und Autor mehrerer Publikationen zu den Resten der Grenzanlagen des geteilten Berlin und zur Denkmalbedeutung der Berliner Mauer.
Seit 2006 ist Leo Schmidt Fellow der Society of Antiquaries of London. Er war Vorsitzender der Arbeitsgruppe „Fachliche Fragen der Denkmalpflege“ des Deutschen Nationalkomitees für Denkmalschutz.

## Publikationen (Auswahl)
- Holkham Hall. Studien zur Architektur und Ausstattung, Dissertation Universität Freiburg 1980.
- mit Polly Feversham: Die Berliner Mauer heute – Denkmalwert und Umgang / The Berlin Wall Today – Cultural Significance and Conservation Issues, Berlin 1999.
- mit Peter Burman, Christian Keller: Looking Forwards: The Country House in Contemporary Research and Conservation, Proceedings of the Conference in York in 1999. Cottbus 2001.
- mit Axel Klausmeier: Mauerreste – Mauerspuren, Westkreuz-Verlag, ISBN 978-3-929592-50-4.